# Bufadienolid
Bufadienolid je steroidní sloučenina, jejíž deriváty, souhrnně označované bufadienolidy, jsou společně s kardenolidy jedním z druhů srdečních glykosidů.

## Zařazení
Podle MeSH se bufadienolidy a bufanolidy klasifikují takto:
- Polycyklické sloučeniny
  - Steroidy
    - Kardanolidy
      - Srdeční glykosidy
        - Bufanolidy (zahrnují bufenolidy, bufadienolidy a bufatrienolidy)
        - Kardenolidy